# Joannes Varenacker
Joannes Varenacker (Ruiselede, ca. 1413 - Leuven, 1475) was theoloog aan de universiteit van Leuven (opgericht in 1425), waar hij ook studiebeurzen stichtte. Varenacker werd in 1643 vermeld door Valerius Andreas in zijn Bibliotheca Belgica en ook Sanderus vermeldde hem in 1644 in zijn Flandria Illustrata. In zijn Fasti Academici (1650) somde Andreas ook zijn werken (handschriften) op.

## Loopbaan
Nadat de pauselijk bul op 9 december 1425 verleend werd, werden oorspronkelijk alleen de faculteiten Kerkelijk en Burgerlijk Recht, Geneeskunde en de Artes opgericht te Leuven. In 1432 kreeg de universiteit van Leuven ook de toelating om academische graden in de theologie in te richten, nl. de Sacra Facultas Theologiae (faculteit Godgeleerdheid). Nadat Varenacker in 1432 zijn studies in de artes voltooide, onderwees hij al vanaf het academiejaar 1433-1434 filosofie aan de artesstudenten. Dit gebeurde in een van de vier pedagogieën (nl. de Burcht, het Varken, de Valk en de Lelie). In 1436 en 1440 was Varenacker decaan van de artesfaculteit en in 1442 werd hij professor moraaltheologie. In 1451 en 1453 was hij decaan van de faculteit Theologie. Hij was ook verschillende malen rector van de universiteit en was ook zeer nauw verbonden met het beheer van het Heilige Geestcollege, dat in 1445 opgericht werd voor zeven arme theologiestudenten. Van bij de oprichting trad Joannes Varenacker op als afgevaardigde van de theologische faculteit in naam van het H. Geestcollege op de universiteitsraden.
Een kroniekschrijver uit de eerste helft van de 16e eeuw, Petrus Impens (1445 - 1523), schreef in zijn Chronicon Bethlemiticum (bewaard in Österreichische Nationalbibliothek) over Varenacker (vertaling van Latijnse tekst): "Hij was een roemrijk leraar, een man met een elegante lichaamsbbouw. Hij kon op een innemende manier gesprekken voeren en had een bedachtzaam en voornaam karakter. In zijn tijd werd hij door alle geleerden heel erg gewaardeerd."
Na zijn overlijden in 1475 erfde zijn broer Willem Varenacker (+1493), zoals blijkt uit zijn testament, al de bezittingen, waaronder de teksten van Joannes' traktaten en colleges. Zijn broer Willem, die pas in 1444 zijn studies te Leuven aanvatte, was magister in de Artes en daarna pastoor van Winksele. Hij was ook schatbewaarder van het Sint-Pieterskapittel en landdeken van Leuven.

## Varenacker en Dirk Bouts' Laatste Avondmaal
Varenacker werd begraven voor het altaar van het Heilig Kruis in de Leuvense St.-Pieterskerk. In deze kerk is ook het meesterwerk van Dirk Bouts te zien, nl. het Laatste Avondmaal. Het contract voor dit werk vermeldt duidelijk dat twee theologen van de universiteit, nl. Joannes Varenacker en Egidius Bailluwel, aan Bouts aanwijzingen moesten geven bij de iconografie. In de literatuur werd tot voor kort weinig aandacht besteed aan die externe raadgevers, alhoewel zij een cruciale rol hebben gespeeld bij de keuze van de thema's en de uitwerking ervan op schilderijen. Er bestaat inderdaad een tekst van Varenacker over de zeven sacramenten, waarin hij de eucharistie als voornaamste aanhaalt (vertaling van Latijnse tekst): "In het sacrament van de eucharistie, het meest heilige en meest waardige van alle sacramenten, en gezegend doorheen de eeuwen, is dit bijzonder in vergelijking met andere sacramenten dat het om Jezus Christus, ware God en mens, zelf gaat, wat van geen enkel van de andere sacramenten kan worden gezegd." De twee raadgevers Varenacker en Bailluwel werden op het drieluik van Bouts op het linkerbovenpaneel natuurgetrouw afgebeeld.

## Werken
Handschriften met betrekking tot de Bijbel, o.a.:
- Lectura magistri Johannis Varenacker super psalmum Beati immaculati (Koninklijke Bibliotheek Brussel, hs. 5172-5174 en Maagdenburg, Dom-Gymnasium, Cod. 7)
- Lectura super Librum Sapientiae cum tabula lectionum (Maagdenburg, Dom-Gymnasium, Cod. 7)

Andere handschriften en traktaten, o.a.:
- Sacramentale (KBR, hs. 2395-2410 en hs. 4414-4424)
- Tratatulus compendiosus de septem sacramentis Ecclesie (Koninklijke Bibliotheek Brussel, hs. 4414-4424)
- De paenitentia sacramentali in gratia adimplenda (Koninklijke Bibliotheek Brussel, hs. 1382-1391)
- Quod sit licitum ministris ecclesie pecuniam accipere pro suis spiritualibus officiis (Koninklijke Bibliotheek Brussel, hs. 11894-11901)
- Queritur utrum ab homine possit dispensari in praeceptis aut prohibitionibus iuris naturalis et divini (Koninklijke Bibliotheek Brussel, hs. 2395-2410 en hs. 2387-2394; Yale, Beinecke Ms 533 en Universiteitsbibliotheek Luik, Hs 46)

Gedrukt werk:
- Utrum clerici et ecclesiarum praelati mortaliter peccent si quod eis superfluit de praebendis (z.p., [1484-86]; Parijs, 1512; Parijs, 1544?)
- Utrum ab homine possit dispensari in praeceptis aut prohibitionibus iuris naturalis aut divini (Parijs, 1512)